# Кот-д’Ивуар на летних Олимпийских играх 1992
Кот-д’Ивуар принимал участие в Летних Олимпийских играх 1992 года в Барселоне (Испания) в седьмой раз за свою историю, но не завоевал ни одной медали. Сборную страны представляли пять женщин.